# Zabada
Zabada (tiếng Ả Rập: زبادة) là một ngôi làng Syria nằm ở phó huyện của huyện Hama ở tỉnh Hama. Theo Cục Thống kê Trung ương Syria (CBS), Zabada có dân số 753 trong cuộc điều tra dân số năm 2004.